# 後藤直満
後藤 直満（ごとう なおみち、生年不明 - 文政2年（1819年））は、日本の商人、歌人。鳥取県米子市内町の後藤家当主（6代）。初名直僖、号桃の舎、通称市郎右衛門。寛政～文化期における米子の代表的な文化人だった。

## 経歴
和歌と蹴鞠を公卿・歌人飛鳥井雅威の門に入り学んだ。
文化年間（1804年～1817年）には上京して詠進し光格天皇より御料の御茶碗を賜った。
茶道も三斎流をたしなみ、庭内に茶席松風庵を設けた。
田代恒親と親交あり、享和元年（1801年）にともに本居宣長に名簿を送って入門した。
米子地方の国学振興にも影響を与えた。